# Ogórek kiwano
Ogórek kiwano, kiwano, ogórek kolczasty, ogórek afrykański (Cucumis metuliferus) – gatunek ogórka. W naturze występuje w Afryce od Kraju Przylądkowego po Senegal i Sudan na północy, także Jemen na Półwyspie Arabskim.

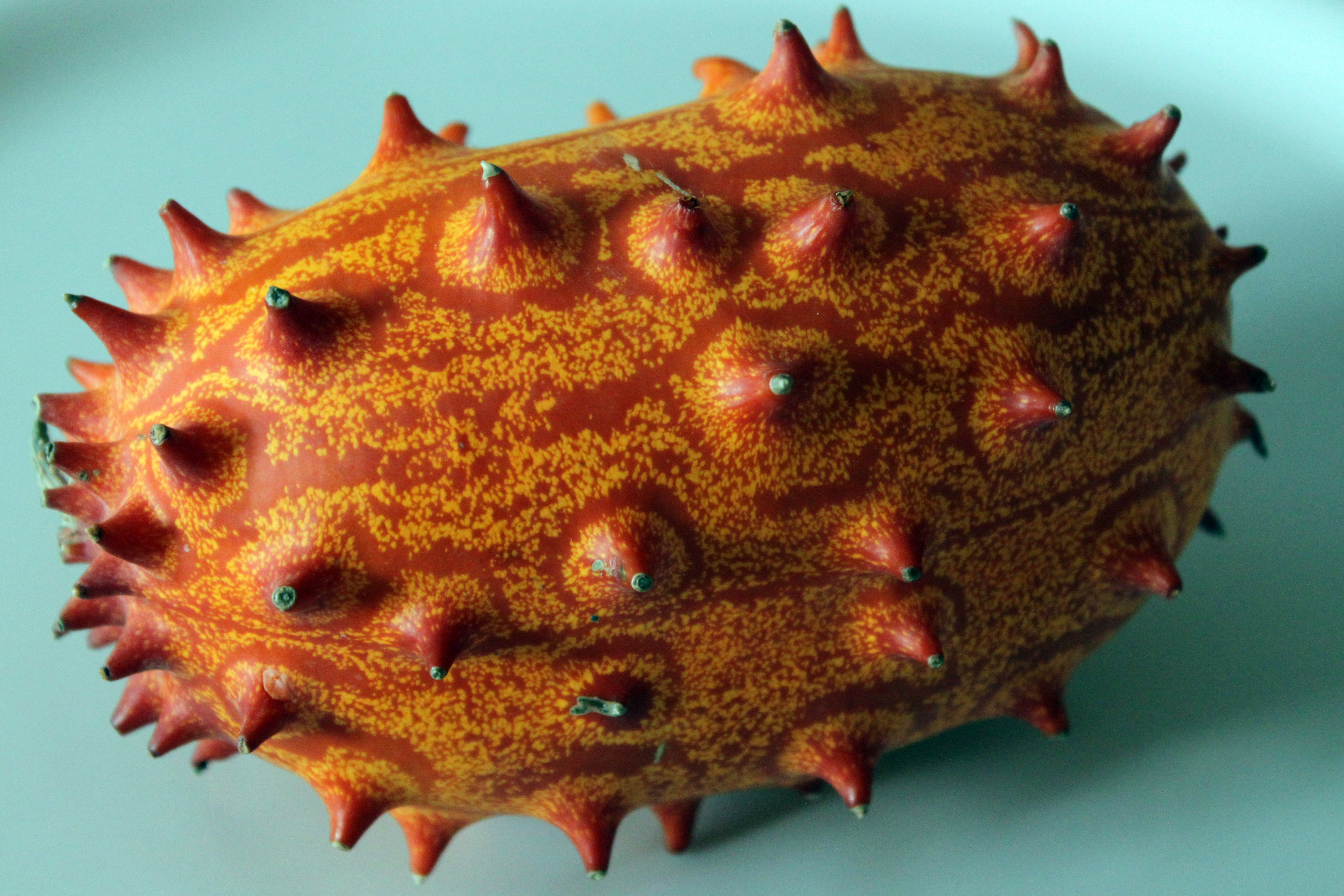
Kiwano

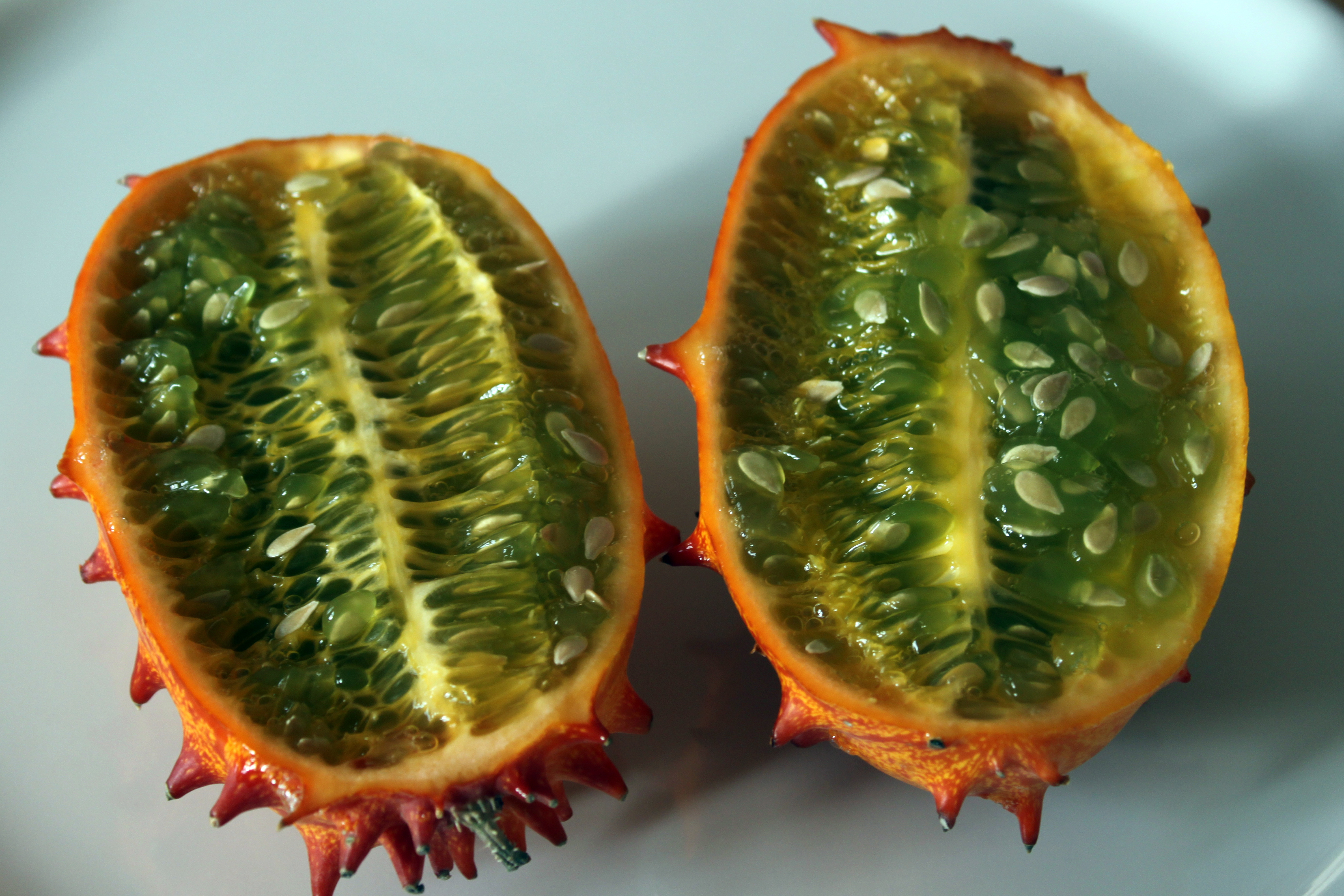
Kiwano

## Etymologia
Nazwę kiwano nadano mu w Nowej Zelandii, pochodzi ona od słów kiwi i banan, gdyż przypomina pod względem smaku i aromatu te owoce. W anglojęzycznych krajach nazywany jest też rogatym ogórkiem lub rogatym afrykańskim melonem.

## Morfologia
ŁodygaDługa, płożąca się.
KwiatyŻółtopomarańczowe, nieco mniejsze niż u krajowego ogórka. Są to kwiaty rozdzielnopłciowe, ale na jednej roślinie występują zarówno kwiaty męskie, jak i żeńskie (roślina jednopienna).
OwoceOwalne, długości 10–15 cm o wadze 200–300 g. Skórka kiwano ma barwę początkowo zieloną, a następnie jaskrawo-pomarańczową z jasnymi plamami. Wnętrze owocu wypełnia zielonożółty miąższ, zawierający ok. 500 nasion.

## Zastosowanie
Roślina uprawna. Jest uprawiane w niektórych krajach jako warzywo. Jak przystało na roślinę pochodzącą z tropików jest gatunkiem wybitnie ciepłolubnym. Jego wzrost ustaje przy temperaturze poniżej +15 °C, a gdy utrzymuje się temperatura poniżej +5 °C zamiera. W Polsce może być uprawiane pod folią lub w szklarniach z nasion otrzymanych z dojrzałych owoców. W optymalnych warunkach rośnie bardzo szybko – nawet 20 cm na dzień. Z jednej rośliny można otrzymać kilka-kilkanaście owoców.
Sztuka kulinarna: Miąższ o orzeźwiającym smaku, wraz ze znajdującymi się w środku nasionami spożywa się na surowo. Jego smak jest zbliżony do kiwi, melona i ogórka, a zapach do banana. Kiwano można dodawać do sałatek owocowych, deserów, ryb i owoców morza. Jest niskokaloryczny. Owoce bardzo dobrze przechowują się w mieszkaniu (do 6 miesięcy), stanowiąc oryginalny element zdobniczy i zachowując przez cały czas przydatność do spożycia.